# Divergenca
Divergenca vektorskega polja {\displaystyle \mathbf {V} =(P,Q,R)\!\,} je v vektorski analizi operator, ki slika iz {\displaystyle \mathbb {R} ^{3}\rightarrow \mathbb {R} \!\,} in vektorskemu polju {\displaystyle \mathbf {V} \!\,} priredi skalarno polje na naslednji način:
{\displaystyle \operatorname {div} \,\mathbf {V} =\operatorname {div} (P,Q,R)={\frac {\partial P}{\partial x}}+{\frac {\partial Q}{\partial y}}+{\frac {\partial R}{\partial z}}\!\,.}
Z uporabo operatorja (simbola) nable se lahko divergenco zapiše:
{\displaystyle \operatorname {div} \,\mathbf {V} =\nabla \cdot \mathbf {V} \!\,.}
Vektorsko polje, katerega divergenca je enaka nič, se imenuje solenoidalno (vektorsko) polje.

## Uporaba
Divergenca je pomembna pri računanju pretokov vektorskih polj skozi zaključeno ploskev. V takih primerih se lahko uporabi Gaussovo formulo, ki ploskovni integral vektorskega polja prevede na trojni integral, katerega je bistveno lažje izračunati:
{\displaystyle \iint \limits _{\partial V}\mathbf {V} \mathrm {d} \mathbf {S} =\iiint \limits _{V}\operatorname {div} \,\mathbf {V} \,\mathrm {d} x\,\mathrm {d} y\,\mathrm {d} z\!\,.}